# Xã Fancher, Quận Ramsey, Bắc Dakota
Xã Fancher (tiếng Anh: Fancher Township) là một xã thuộc quận Ramsey, tiểu bang Bắc Dakota, Hoa Kỳ. Năm 2010, dân số của xã này là 51 người.